# Ала-ад-дін Бахман-шах
Ала-ад-дін Бахман-шах — засновник держави Бахмані, правив у 1347—1358 роках. Іктадар на службі в делійського султана, прийшов до влади внаслідок повстання мусульманської знаті Декану проти Делійського султанату. Здійснив ряд успішних походів розсунувши межі держави до західного узбережжя Індії, Гуджарата й Мальви на півночі, Телінгани на сході, рік Крішни та Тунгабхадри на півдні.